# Regent Centre

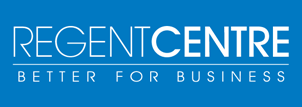
Regent Centre Logo.

Regent Centre est un grand parc de bureaux situé à Gosforth, à Newcastle upon Tyne, en Angleterre. Le parc abrite diverses entreprises notamment la banque Virgin Money UK dont le siège social est situé sur le site. Le centre dispose de son propre échangeur  avec une station du métro Tyne and Wear et une gare routière intégrée pour bus.

## Histoire
North British Properties commence à construire Regent Center en 1970 ; la construction est achevée en 1981. Il s'agit du plus grand complexe de bureaux d'Europe, couvrant une superficie totale de 4,5 hectares. Le terrain est l'ancien site de la mine de charbon Regent Pit de Coxlodge. Le centre dévoile un nouveau logo et une nouvelle identité à la fin de 2008 ; le slogan est « Better for business ».
Le propriétaire et promoteur immobilier actuel est Omnia Offices qui a acheté le complexe en 2015 et a converti une partie des bureaux en appartements résidentiels. Le propriétaire précédent était Kennedy Wilson Europe Real Estate qui l'a acheté avec le reste du portefeuille Jupiter du groupe Fordgate en juin 2014,.

## Occupants
Regent Center héberge le siège régional de l'administration fiscale britannique, ainsi que le DVLA (Driver and Vehicle Licensing Agency) et le HSE. Le parti travailliste et Gleeds font partie des autres locataires. Parmi les anciens locataires notables, figurent Sage Group et AMEC. Le centre régional de Newcastle de l'Open University y était installé, mais a été transféré à Gateshead en 2009.
Il y a aussi un salon de coiffure/café ainsi qu'un spécialiste en physiothérapie. Auparavant, il y avait une succursale de la banque Barclays.

## Situation
À distance de marche du Regent Centre, on trouve une station de métro, la Gosforth Academy (en), une bibliothèque et le centre de service clientèle de Gosforth, ainsi que le centre de loisir Gosforth, qui comprend plusieurs équipements, dont des piscines et une salle de sport. Un super marché Asda est aussi situé à proximité qui a été construit en2007 ; une extension qui abrite un restaurant[réf. souhaitée]. En face d'Asda, il y a un magasin d’alimentation Marks & Spencer ; ce site abritait autrefois un magasin de meubles qui était auparavant une salle d’exposition Jaguar Cars. Gosforth High Street est également à quelques minutes à pied. L’école primaire Saint-Charles est située sur Regent Farm Road, en face des bâtiments de Virgin Money, entre Regent Center et un lotissement, Regent Farm Estate.

## Regent Point

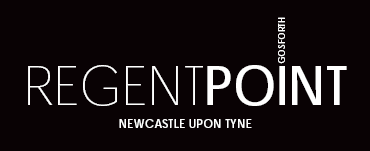
Regent Point Logo.

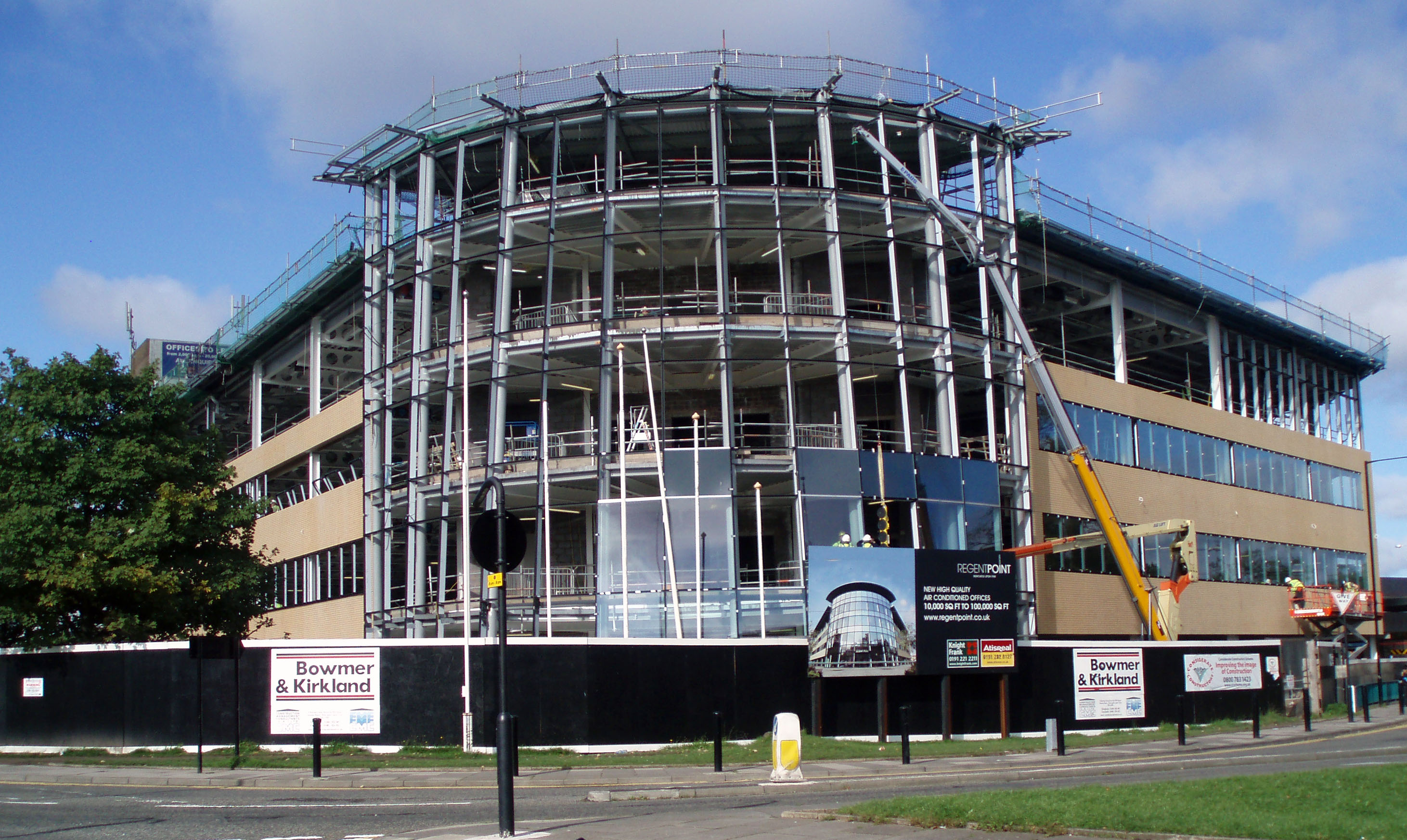
Regent Point pendant la construction en octobre 2008.

Des demandes de planification ont été accordées pour agrandir et moderniser une grande partie du site de Regent Center adjacente à la ligne de métro Tyne & Wear. En avril 2007, les travaux ont commencé sur cette zone, également appelée Regent Point ; les travaux de construction du bâtiment de 9 300 m2 ont débuté début 2008. Il s’agit d’un immeuble de bureaux de quatre étages avec une tour d’angle vitrée conçus pour ressembler aux bâtiments existants du Regent Center. Ce terrain était vacant depuis de nombreuses années : le bâtiment d’origine du Regent Centre qui l’occupait (Clayton House) a été démoli en 1999. De nombreux plans pour ce site ont été acceptés, y compris les plans d’un bâtiment de cinq étages en 1998. En 2004, il était prévu de construire un immeuble de sept étages avec des espaces commerciaux au rez-de-chaussée, mais ces plans ont été retirés en juillet 2005.
Le développeur Fordgate Group a nommé Browmer & Kirkland (en) en tant que contractant principal pour Regent Point. Les architectes sont Howarh Litchfield Partnership, les ingénieurs-conseils Cundall (en) et Home Stretcg Priperties Ltd. qui était également impliqué dans le projet. Caunton Engineering Ltd a fourni plus de 600 tonnes de charpente métallique. Le bâtiment a une note BREEAM « excellente ».
En novembre 2013, Regent Point a été acheté par le Newcastle upon Tyne Hospitals NHS Trust, représenté par GVA, pour une somme non divulguée.

## Virgin Money

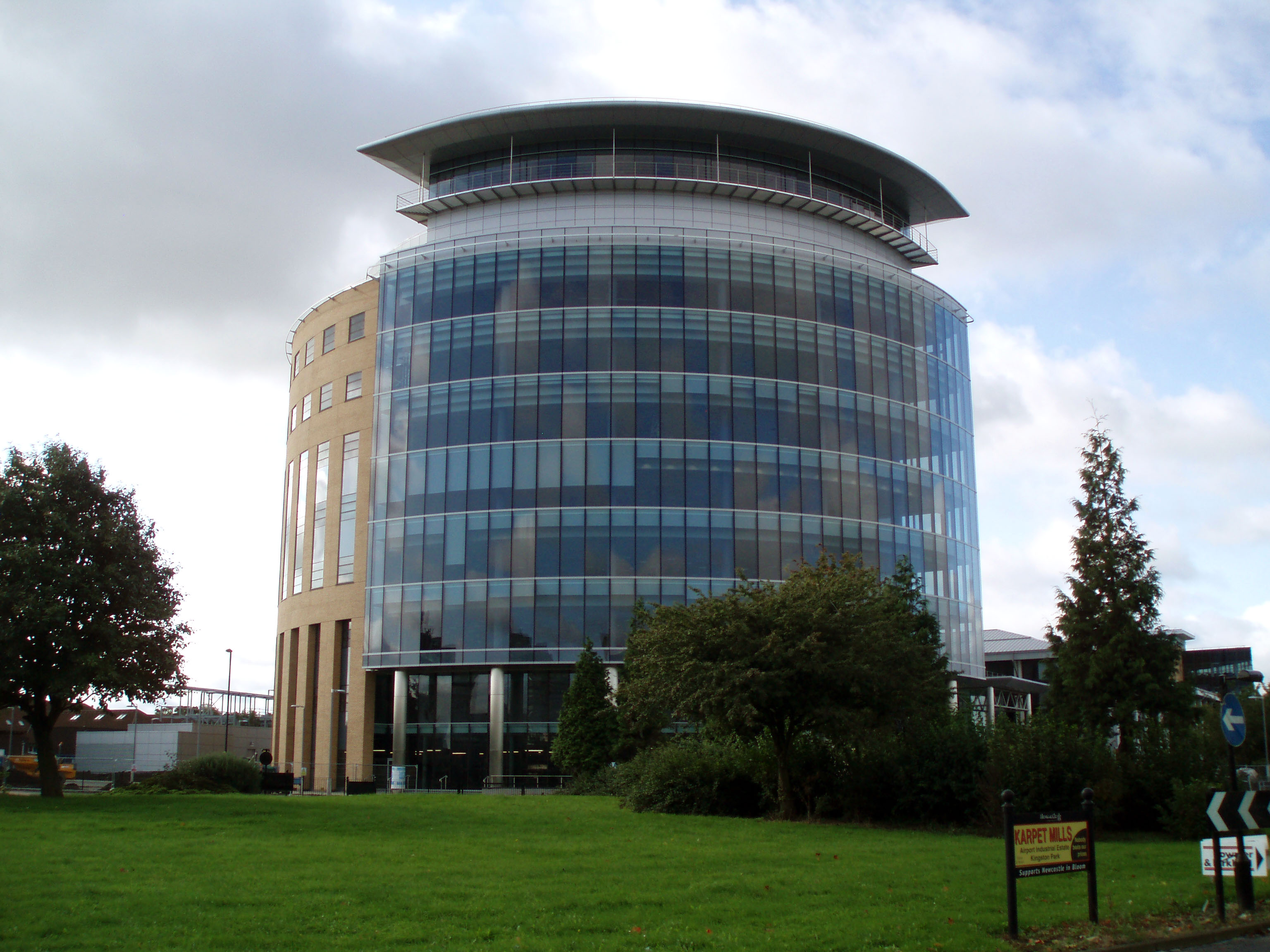
Au cours des dernières étapes de la construction du bâtiment The Tower (octobre 2008).

Le siège social de la banque Virgin Money se trouve sur un site adjacent à Regent Centre, bien qu’il ne fasse pas techniquement partie de celui-ci. Ce complexe s’appelle Jubilee House. Le groupe de conception Red Box a été impliqué dans le développement de tous les bâtiments actuels de la banque.
Le centre névralgique de Regent Centre depuis 1965 était l’ancienne tour de sept étages de la Northern Rock. Au début de 2006, ce bâtiment a été démoli ; son remplacement, connu sous le nom de Partnership House (en), a été achevé en novembre 2008 et a coûté 35 millions de livres. Deux des autres bâtiments de Northern Rock sur le site ont été achevés dans les années 1990 ; deux autres bâtiments ont été construits au début des années 2000. La tour des années 1960 abrite également une succursale de la banque Northern Rock.
Northern Rock a connu des difficultés financières en 2007 en raison de la crise des subprimes et a été nationalisée en 2008, conduisant l'entreprise à réduire ses effectifs et à mettre en vente ou à louer cette nouvelle tour. Le conseil municipal de Newcastle (en) a dépensé 22 millions de livres sterling pour acheter le bâtiment. Elle l'a loué à une société créée par le conseil avec la société de services de soutien Carillion, avec un bail de 25 ans,.
En novembre 2011, Virgin Money a accepté d’acheter Northern Rock au gouvernement britannique. L’accord a été finalisé le 1er janvier 2012. Le 12 octobre 2012, Northern Rock a été renommée Virgin Money et ses bâtiments sont devenus son siège pour les activités d’épargne et d’hypothèque. Nouthern Rock House a été renommée Jubilee House dans le cadre du changement de nom.

## Évolution
Avec les nouveaux développements, depuis mars 2009, il reste des bureaux vides à louer,. Des espaces sont disponibles à Regent Point, à Horsley House North, à Dobson House et à Eldon House West. Les bâtiments portent le nom d’industriels et d’architectes locaux bien connus, tels que John Dobson et Lord Eldon.
Les principaux immeubles sont :
- Arden House
- Bulman House
- Horsley House North
- Horsley House
- Eldon House West
- Northumbria House
- Dobson House
- Eldon House East
- Regent Point

La suite Grainger est située dans Dobson House. Le cabinet comptable du Nord-Est MHA Tait Walker a des bureaux à Bulman House.
Depuis 2015, les propriétaires du côté nord de Regent Centre explorent les possibilités pour l’avenir du parc de bureaux, notamment en transformant les bâtiments en 400 logements résidentiels, les travaux étaient en cours en 2018.